# Andreas-Hofer-Lied

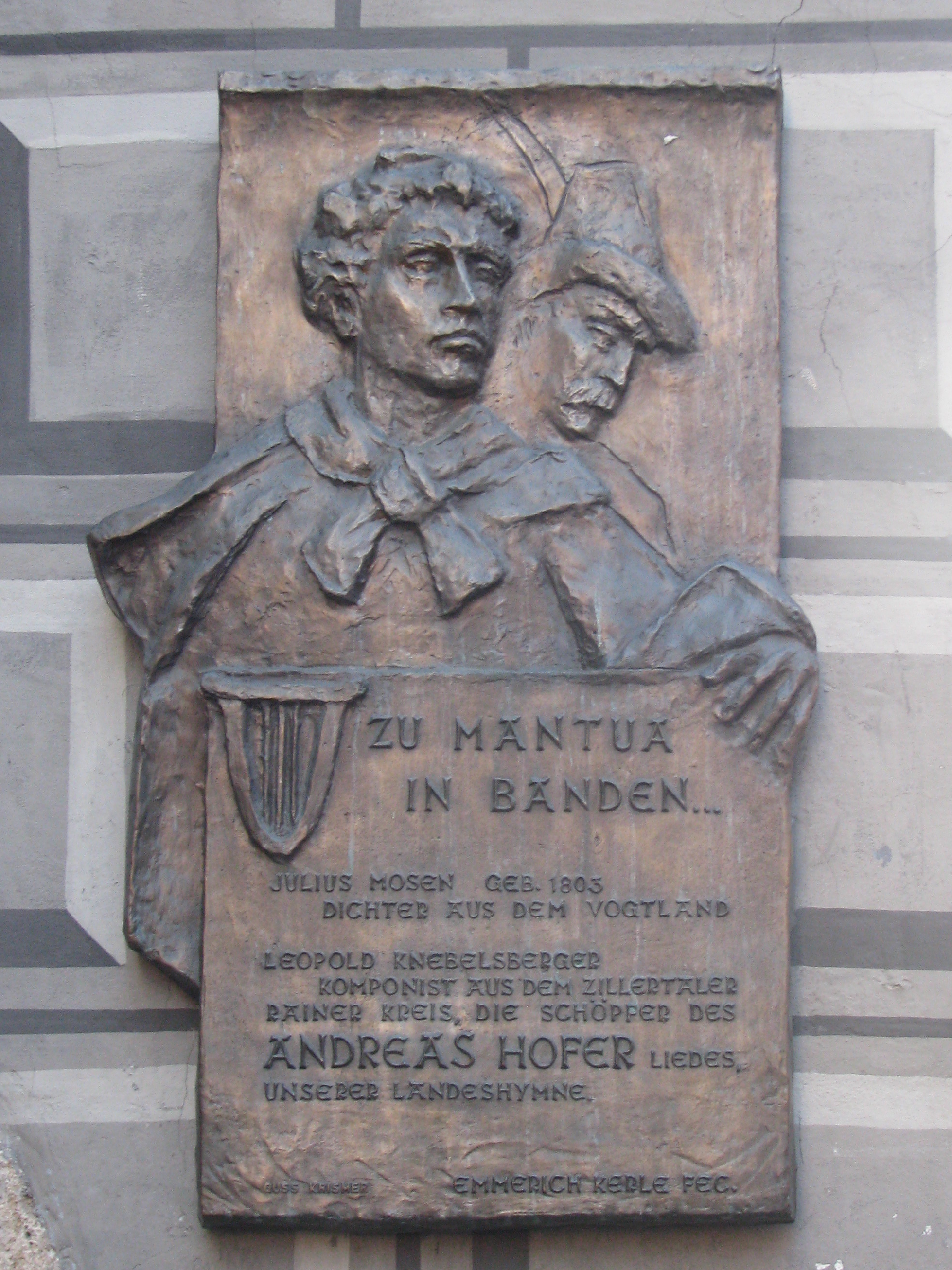
Gedenktafel für die Schöpfer des Andreas-Hofer-Liedes am Gasthof Goldener Adler in Innsbruck von Emmerich Kerle

Das Andreas-Hofer-Lied (nach der ersten Textzeile auch Zu Mantua in Banden genannt) ist die Tiroler Landeshymne. Der Text wurde 1831 von dem Vogtländer Julius Mosen im sächsischen Kohren-Sahlis verfasst. Es beschreibt die Hinrichtung von Andreas Hofer nach dem Tiroler Volksaufstand von 1809 gegen die französisch-bayerische Besetzung. Die dazugehörende Melodie schrieb Leopold Knebelsberger im Jahr 1844. Das Lied wurde 1948 zur offiziellen Hymne des österreichischen Bundeslandes Tirol erklärt.

## Text
1. Zu Mantua in Banden

Der treue Hofer war,

In Mantua zum Tode

Führt ihn der Feinde Schar.

Es blutete der Brüder Herz,

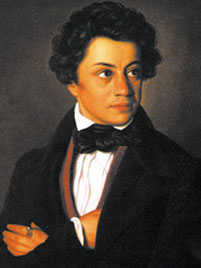
Julius Mosen

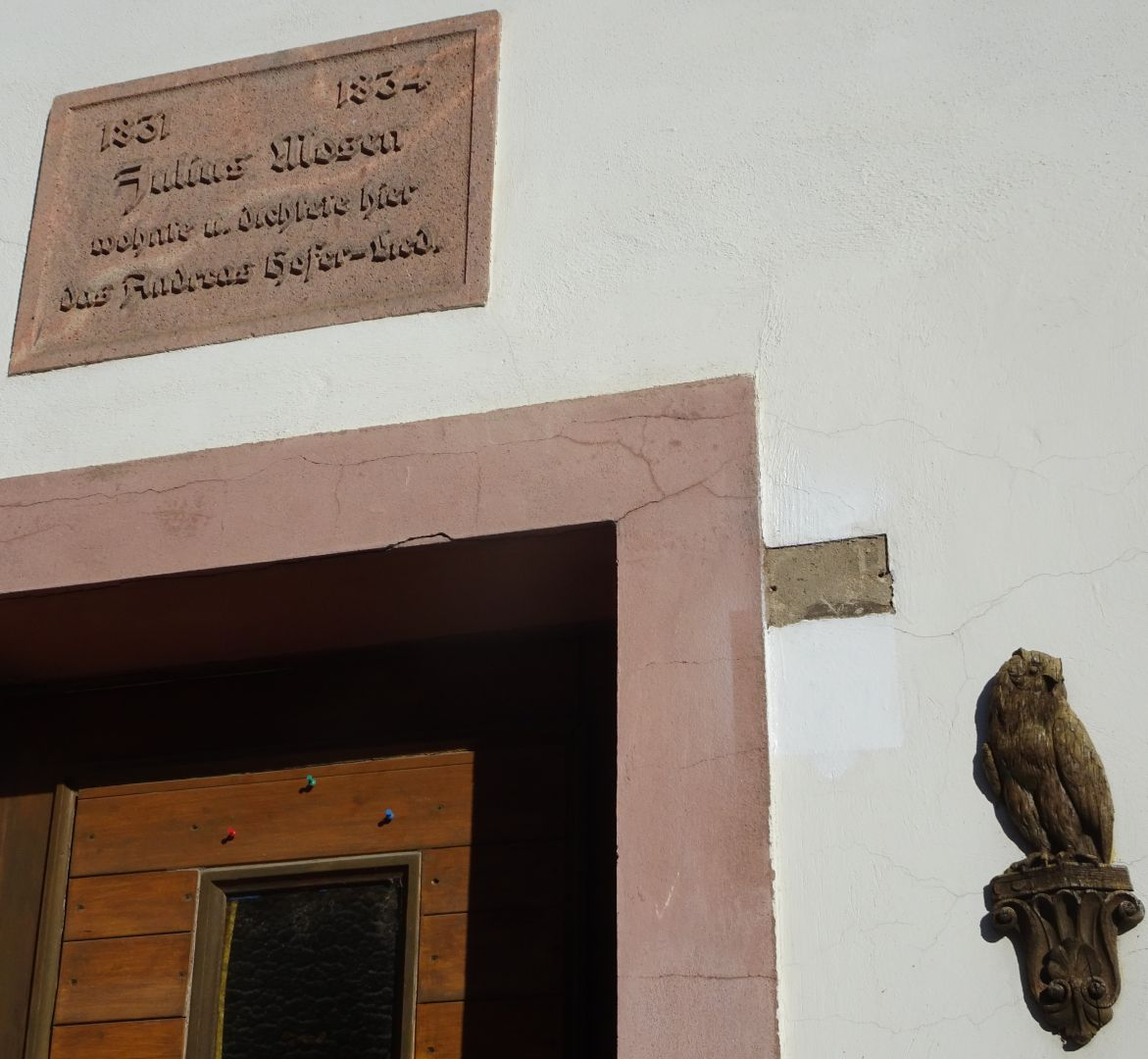
Gedenktafel am Wohnhaus von Mosen in Kohren-Sahlis

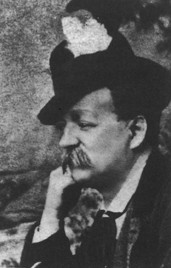
Leopold Knebelsberger

Ganz Deutschland, ach, in Schmach und Schmerz.

|: Mit ihm das Land Tirol,

Mit ihm das Land Tirol. :|

2. Die Hände auf dem Rücken

Der Sandwirt Hofer ging,

Mit ruhig festen Schritten,

Ihm schien der Tod gering.

Der Tod, den er so manchesmal,

Vom Iselberg geschickt ins Tal,

|: Im heil’gen Land Tirol,

Im heil’gen Land Tirol. :|

3. Doch als aus Kerkergittern

Im festen Mantua

Die treuen Waffenbrüder

Die Händ’ er strecken sah,

Da rief er laut: „Gott sei mit euch,

Mit dem verrat’nen Deutschen Reich,

|: Und mit dem Land Tirol,

Und mit dem Land Tirol.“ :|

4. Dem Tambour will der Wirbel

Nicht unterm Schlegel vor,

Als nun der Sandwirt Hofer

Schritt durch das finst’re Tor,

Der Sandwirt, noch in Banden frei,

Dort stand er fest auf der Bastei.

|: Der Mann vom Land Tirol,

Der Mann vom Land Tirol. :|

5. Dort sollt’ er niederknien,

Er sprach: „Das tu ich nit!

Will sterben, wie ich stehe,

Will sterben, wie ich stritt!

So wie ich steh’ auf dieser Schanz’,

Es leb’ mein guter Kaiser Franz,

|: Mit ihm das Land Tirol!

Mit ihm das Land Tirol!“ :|

6. Und von der Hand die Binde

Nimmt ihm der Korporal;

Und Sandwirt Hofer betet

Allhier zum letzten Mal;

Dann ruft er: „Nun, so trefft mich recht!

Gebt Feuer! – Ach, wie schießt ihr schlecht!

|: Ade, mein Land Tirol!

Ade, mein Land Tirol!“ :|

## Melodie
Die Melodie wurde von Leopold Knebelsberger unter Verwendung eines Themas aus Ludwig van Beethovens erstem Klavierkonzert geschrieben.

## Status und Verwendung in den Landesteilen

### Nord- und Osttirol
Im Bundesland Tirol ist die Landeshymne seit 1948 gesetzlich geschützt. Das Gesetz über die Tiroler Landeshymne, veröffentlicht im LGBl. Nr. 23/1948, lautete:
§ 1. Das Andreas-Hofer-Lied nach den Worten von Julius Mosen und nach der Weise von Leopold Knebelsberger gilt als Tiroler Landeshymne.

§ 2. Text und Melodie des Andreas-Hofer-Liedes bilden ein untrennbares Ganzes. Es ist daher verboten, seinen Text nach einer anderen Melodie und zu seiner Melodie einen anderen Text zu singen. Dieses Verbot gilt auch für Texte und Melodien, die dem  Andreas-Hofer-Lied ähnlich sind und nur unwesentlich davon abweichen.

§ 3. Das Andreas-Hofer-Lied darf nur bei Veranstaltungen und Feiern gesungen und gespielt werden, die seiner Würde als Landeshymne entsprechen.

§ 4. Übertretungen der Bestimmungen dieses Gesetzes werden von der Bezirksverwaltungsbehörde (Bundespolizeibehörde) mit Geldstrafen bis 1000 Schilling oder mit Arrest bis vier Wochen bestraft.
Verfassungsrechtlich war der umfassende Schutz der Hymne umstritten, unter anderem auch deshalb, weil bis zur offiziellen Verleihung des Status der Hymne bereits andere Lieder existierten, die dieselbe Melodie verwendeten. Zu den bekanntesten davon gehört das Arbeiterlied Dem Morgenrot entgegen mit Text von Heinrich Eildermann. Auch das Lied Wer schafft das Gold zutage (Text von Johann Most) und die alte Hymne des SK Rapid Wien werden auf die Melodie des Hofer-Liedes gesungen.
Am 17. November 2004 wurde ein neues „Gesetz über die Tiroler Landeshymne“ erlassen, wobei den gröbsten verfassungsrechtlichen Bedenken Rechnung getragen wurde, etwa der Freiheit der Kunst und dem aus dem Gleichheitsgrundsatz abgeleiteten Sachlichkeitsgebot. Die Arreststrafe entfiel, jedoch wurde die maximale Geldstrafe drastisch erhöht, von 1000 Schilling (72,67 €) auf 2000 €. Dieses Gesetz, das am 13. Jänner 2005 veröffentlicht wurde, lautet:
§ 1 Die Landeshymne ist das Andreas-Hofer-Lied nach den Worten von Julius Mosen und der Weise von Leopold Knebelsberger (Anlage).

§ 2 (1) Eine Verwaltungsübertretung begeht, wer

 a) die Landeshymne unter entstellender Veränderung ihres Wortlautes oder ihrer Melodie verwendet oder

 b) die Landeshymne unter Begleitumständen spielt oder singt, die nach allgemeinem Empfinden die ihr gebührende Achtung verletzen, sofern die Tat nicht den Tatbestand einer in die Zuständigkeit der Gerichte fallenden strafbaren Handlung bildet.

 (2) Verwaltungsübertretungen nach Abs. 1 sind von der Bezirksverwaltungsbehörde mit einer Geldstrafe bis zu 2.000,– Euro zu ahnden.

§ 3 Dieses Gesetz tritt mit dem Ablauf des Tages der Kundmachung in Kraft. Gleichzeitig tritt das Gesetz über die Tiroler Landeshymne, LGBl. Nr. 23/1948, außer Kraft.

### Südtirol
Der Südtiroler Landtag hat im Dezember 2004 die Erhebung des Andreas-Hofer-Liedes zur Südtiroler Landeshymne mit Verweis auf die italienische Bevölkerungsgruppe in Südtirol mehrheitlich abgelehnt. Im März 2010 fasste der Landtag den Beschluss, das Lied weiterhin bei offiziellen Anlässen zu singen, es aber nicht offiziell zur Landeshymne zu erklären. Der Dreierlandtag lehnte es im Oktober 2014 ab, das Lied als gemeinsame Hymne für die Europaregion Tirol einzuführen.

### Welschtirol (Trentino)
Es gibt auch eine italienischsprachige (Welschtiroler) Version des Andreas-Hofer-Liedes. Die Nachdichtung wurde 1885 von Pater Lorenzo Felicetti aus Predazzo verfasst und trägt den Namen Inno di Andrea Hofer. Das Lied war bis 1918 sehr bekannt in Welschtirol, dem heutigen Trentino.
Inno di Andrea Hofer
1. A Mantova in catene

L’Hofer fedele sta,

Schiera nemica viene,

A morte il condurrà.

Il duol suoi Fidi piange,

piange tutta Germania.

|: Con essa il suo Tirol,

Con essa il suo Tirol. :|

2. Con man legate ei forte

Tranquillo se ne va,

L’ormai vicina morte,

Amara non gli sa.

La morte onde sovente,

Percosse il prepotente,

|: Nel caro (sacro) suo Tirol,

Nel caro (sacro) suo Tirol. :|

3. Quando dalle progioni

di Mantova fatal

Vidi i commilitoni

A lui fare signal,

Gridò: «Sia vosco Iddio,

col gramo Impero mio,

|: Col fido mio Tirol,

Col fido mio Tirol.» :|

4. Stenta fin del tamburo

il ruolo a risuonar,

Quando sul triste muro

il condannato appar’,

Andrea, anche presso a morte,

Sta ritto, fiero, forte.

|: Il Capo del Tirol,

Il Capo del Tirol. :|

5. Da esser fucilato,

Dovrebbe inginocchiar,

«Giammai non ho tremmato,

Nemmen qui vo’ tremmar!

In piedi vo’ morire,

Viva Francesco il Sire

|: Con esso il suo Tirol!

Con esso il suo Tirol!» :|

6. La benda ei gitta via

ed alza gli occhi al ciel,

Mormora prece pia

Il servo ognor fedel

Poi grida: «Orsù, sparate,

Oh come mal tirate!

|: Addio mio bel Tirol!

Addio mio bel Tirol!» :|

## Inoffizielle Hymnen
Gelegentlich wird der Marsch Dem Land Tirol die Treue von Florian Pedarnig als „heimliche Tiroler Hymne“ bezeichnet, das vom Reimmichl getextete Volkslied Tirol isch lei oans („Tirol ist einzigartig“) als „zweite Landeshymne“ oder heimliche „Volkshymne“. Als inoffizielle Südtiroler Hymne gilt das Bozner Bergsteigerlied von Karl Felderer.

## Adaptionen
Auf die Melodie des Andreas-Hofer-Liedes werden unter anderem die Arbeiterlieder Dem Morgenrot entgegen (Text von Heinrich Eildermann, 1907) und Wer schafft das Gold zutage (Text von Johann Most) gesungen.
Daneben wurde zu dieser Melodie auch der Text eines österreichischen Partisanenliedes 1944 zur gleichen Melodie gesungen:
| "Ihr Brüder in den Städten dort in Dörfern und im Schacht. Ihr Brüder in Süd, West, Ost, Nord, die Morgensonne uns lacht Heraus zu uns in Wald und Flur Gewehr zur Hand und auf zum Schwur, zu kämpfen und zu sterben, bis Österreich frei von Schand. Zu kämpfen und zu sterben, bis Österreich frei von Schand. | Die Schande, die uns alle drückt, ist Hitlers Tyrannei, doch nur durch unseren Freiheitskampf wird Österreich wieder frei. Die Freiheit, die wir meinen, gilt Bauer Dir, und Dir Prolet. Es wird die Sonn uns scheinen, solang die Fahne weht. Es wird die Sonn uns scheinen, solang die Fahne weht. | Die Fahne die wir tragen, weht rot-weiß-rot voran. Sie zeigt in schweren tagen den Weg für Weib und Mann. Ihr Flammenzeichen in uns glüht, bis rings die Welt in Frieden blüht. Bis Freiheit Dir geworden Dir Bauer und Prolet. Bis Freiheit Dir geworden Dir Bauer und Prolet." |